# روني أش
روني أش (بالإنجليزية: Ronnie Ash)‏ هو واثب حواجز ‏ أمريكي، ولد في 2 يوليو 1988 في باسيك في الولايات المتحدة.

## وصلات خارجية
- روني أش على موقع الاتحاد الدولي لألعاب القوى (الإنجليزية)
- روني أش على موقع الدوري الماسي (الإنجليزية)
- روني أش على موقع TFRRS.org (الإنجليزية)
- روني أش على موقع أوليمبيديا (الإنجليزية)
- روني أش على موقع اللجنة الأولمبية والبارالمبية الأمريكية (الإنجليزية)